# Groot Marseille
Groot Marseille, in Sranantongo: Jakubi, is een voormalige suikerplantage aan de Cottica (rivier) in de kolonie Suriname.

## Locatie
De plantage was gelegen aan de Boven-Cottica rechts in het afvaren; grenzend stroomafwaarts aan de grond Land-van-Mon-Désir, stroomopwaarts aan het tweede tabbetje, waarop de plantage Souburgh gelegen is, en ten oosten aan de suikerplantage La Paix.
In 1820 was de plantage 1.736 Surinaamse akkers groot, ongeveer 745 hectare. In 1827 1.500 akkers. Er werd suikerriet verbouwd. Eerder bestond ook een plantage 'Klein Marseille', maar deze is opgegaan in Groot Marseille.

## Eigendomssituaties
(naar jaar)
- 1820: Erven Paauw
- 1828: J.G. de Mey van Streefkerk
- 1863: Bernardus Johannes Rothuijs Hendrikszoon, koopman te Amsterdam, handelend onder de firma Rothuijs en Compagnie te Amsterdam. Deze firma was tevens eigenaar van de plantages Breukelerwaard en Berg en Dal.

## Emancipatie
Bij de afschaffing van de slavernij in Suriname in 1863 werden op Groot-Marseille 95 slaven vrijgemaakt, waarbij 32 nieuwe familienamen werden geboekstaafd, te weten:
Alburg, Armberg, Armborg, Armtor, Baarders, Bern, Bernkamp, Bones, Clemers, Dromburg, Goedhart, Grasmand, Harkel, Heenzaam, Kanthaar, Kesser, Krecht, Kristan, Laders, Lakster, Luders, Roeper, Scheerlist, Schimpel, Stakleer, Stipheel, Stoplein, Stopwerf, Trouwhecht, Valstein, Verkant, Zak